# Le Roman de Goya
Le Roman de Goya (titre original : Goya oder der arge Weg der Erkenntnis) est une biographie romancée du peintre Francisco Goya écrite par Lion Feuchtwanger et publiée en 1951.
La traduction française de Henri Thies est parue en 1953 dans la collection « Grands romans historiques » chez Calmann-Lévy.
L'auteur, qui s'attache à comprendre la genèse de l'œuvre du peintre, dresse  un « tableau » de l'Espagne à la fin du XVIIIe siècle et du début du XIXe.
Ce livre, comme cinq autres romans historiques de Feuchtwanger, a été écrit à la villa Aurora.

## Adaptation cinématographique
L'ouvrage a été adapté au cinéma par Konrad Wolf en 1971 dans Goya, l'hérétique.